# Advanced research for passive thermal exchange
Advanced Research for passive Thermal Exchange (ARTE) è un progetto che ha come finalità la realizzazione di Thermal Exchange, un esperimento per la Stazione spaziale internazionale (ISS). Si tratta di un dimostratore tecnologico di heat pipe contenenti fluidi a bassa tossicità. Thermal Exchange è stato ideato da Argotec in collaborazione con l’Agenzia Spaziale Italiana. Ha collaborato al progetto il Politecnico di Torino che ha sviluppato un prototipo terrestre dell’elettronica e il software. Il 4 aprile 2016 l’esperimento è stato condotto nominalmente a bordo della Stazione Spaziale Internazionale dall’astronauta statunitense Timothy Kopra.

## Storia
Nel 2012 Argotec inizia una ricerca nel campo del trasferimento termico passivo per sviluppare internamente un dispositivo chiamato heat pipe. Si tratta di una tecnologia nota al mondo scientifico, ma al momento i produttori europei sono pochi e l’Italia si limita all’acquisto di prodotti esteri.
Argotec sviluppa un modello numerico per progettare un dispositivo che massimizzi le prestazioni con il miglior accoppiamento di  geometria esterna (diametro e lunghezza del tubo) e geometria interna (scanalature).
A bordo della Stazione Spaziale Internazionale, il trasferimento di calore si basa principalmente su sistemi di tipo attivo. Per quanto riguarda lo smaltimento di calore, sono stati installati dei circuiti che rimuovono il calore generato dall’uomo e dall’elettronica e lo trasportano a delle superficie esterne (radiatori) dalle quali viene dissipato verso lo spazio profondo. I sistemi attivi hanno la capacità di mantenere la stessa efficienza per un ampio range di potenze operative in quanto i parametri di utilizzo possono essere modificati durante le operazioni attraverso un controllore. Come inconveniente presentano una complessità che, in campo spaziale, si riflette spesso in un coinvolgimento maggiore di risorse (massa e tempo astronauta) ed in una maggiore probabilità di malfunzionamenti.
Il desiderio è quello di ideare un sistema che possa essere competitivo in termini di prestazioni, ma che offra maggiore semplicità. Nasce così il progetto ARTE che dà vita a un nuovo payload: Thermal Exchange. Si tratta di un esperimento per testare alcune heat pipe a bordo della ISS. I fluidi selezionati sono fluidi a bassa tossicità: è questo che rende i dispositivi adatti ad essere utilizzati all’interno della Stazione Spaziale Internazionale dove operano gli astronauti. Al momento, infatti, alcune heat pipe sono utilizzate sulla ISS, ma sono installate all’esterno dal momento che contengono ammoniaca pura. Se tale fluido fosse usato per dispositivi interni, si creerebbe, in caso di perdite, un rischio gravissimo per gli astronauti con possibile perdita permanente di almeno uno dei moduli della Stazione.
Il 23 marzo 2016 Thermal Exchange ha raggiunto la Stazione Spaziale Internazionale con il vettore Cygnus CRS OA-6 della compagnia Orbital/ATK ed è stato condotto dall’astronauta statunitense Timothy Kopra il 4 aprile 2016. Come per ISSpresso, il team di Argotec ha supportato le operazioni dalla Mission Control Room aziendale.
Thermal Exchenge è stato nuovamente testato dall’astronauta Paolo Nespoli durante la sua missione VITA. Lo scorso 14 settembre alle ore 11.30, ora italiana, l'astronauta italiano ha condotto con successo l'esperimento a bordo della Stazione Spaziale Internazionale.

## Obiettivi scientifici
Durante una ricerca estensiva durata circa 4 anni, Argotec ha sviluppato internamente un modello numerico che permette l’identificazione della migliore geometria per le heat pipe, fornito il range di funzionamento. Il modello è stato validato sia attraverso una campagna di analisi e test a terra sia dall’esperimento a bordo della Stazione.
Attraverso i test eseguiti a bordo della Stazione Spaziale Internazionale, le heat pipe sono state qualificate per uso spaziale. Un obiettivo più a lungo termine vede la progettazione di un sistema di heat pipe con fluidi a bassa tossicità che sia competitivo rispetto ad un sistema attivo, attualmente in uso all’interno della ISS.
Non è solo lo Spazio a beneficiare della ricerca realizzata sulle heat pipe: da ARTE sono nati due brevetti per tecnologie di uso terrestre e sono stati avviati alcuni nuovi studi relativi allo scambio di calore, uno tra questi è il progetto chiamato HEAT.

## Design e qualifica
Selezionata la geometria ottimale delle heat pipe e i fluidi più adatti alle condizioni operative della Stazione, gli ingegneri si sono occupati della progettazione di un payload che potesse eseguire in autonomia un esperimento a bordo della ISS.
Nella scelta dei fluidi, peso rilevante ha avuto la disponibilità di risorse della Stazione Spaziale Internazionale in termini di potenza. Il payload è stato, infatti, installato all’interno di MSG, una glovebox contenente una piastra di raffreddamento utilizzata dall’esperimento per smaltire il calore trasportato dalle heat pipe all’interno dell’esperimento.
Come ogni progetto per la ISS, la progettazione di Thermal Exchange ha comportato lo studio e il rispetto dei requisiti di Safety imposti dal progetto spaziale di NASA. Gli ingegneri hanno dovuto sostenere delle revisioni con il Safety Panel del JSC per dimostrare la sicurezza del payload nei confronti degli astronauti e dei sistemi della ISS.
Una serie di test è stata dedicata alla compatibilità con MSG al Marshall Space Flight Center di Huntsville (Alabama). I dati raccolti durante i test eseguiti nel mockup di MSG sono parte della Baseline Data Collection (BDC) che il team ha creato per definire le prestazioni delle heat pipe.
L’analisi dei dati raccolti a bordo consente di approfondire la conoscenza delle heat pipe e ha originato articoli per la divulgazione scientifica. Alcune pubblicazioni sono già state presentate alle conferenze IAC (2014 e 2015) e AIDAA (2015).